# Inside the Electric Circus
Inside the Electric Circus é o terceiro álbum de estúdio da banda de heavy metal W.A.S.P., lançado em 1986 pela gravadora Capitol Records. Inclui o single 9.5.-N.A.S.T.Y. Em diversas entrevistas, Blackie Lawless classificou esse como um dos mais fracos lançamentos de sua carreira. No encarte do relançamento do CD, Lawless disse que esse álbum foi "[uma] gravação cansativa de uma banda cansada". A ideia original da capa era que Blackie só aparecesse nu cobrindo-se com uma guitarra, mas, devido à recusa da gravadora, ele apareceu com o seu corpo vestido como um animal. Em 2023, a Metal Hammer incluiu a capa em sua lista de "50 capas de álbuns de rock e metal mais hilariamente feias de todos os tempos".

## Faixas
| N.º | Título                                          | Duração |  |
| 1.  | "The Big Welcome"                               | 1:21    |  |
| 2.  | "Inside the Electric Circus"                    | 3:33    |  |
| 3.  | "I Don't Need No Doctor" (cover de Ray Charles) | 3:26    |  |
| 4.  | "9.5.-N.A.S.T.Y."                               | 4:47    |  |
| 5.  | "Restless Gypsy"                                | 4:59    |  |
| 6.  | "Shoot from the Hip"                            | 4:38    |  |
| 7.  | "I'm Alive"                                     | 4:22    |  |
| 8.  | "Easy Living" (cover de Uriah Heep)             | 3:11    |  |
| 9.  | "Sweet Cheetah"                                 | 5:15    |  |
| 10. | "Mantronic"                                     | 4:09    |  |
| 11. | "King of Sodom and Gomorrah"                    | 3:50    |  |
| 12. | "The Rock Rolls on"                             | 3:52    |  |

 Edição de 1997 
| N.º | Título           | Duração |  |
| 13. | "Flesh and Fire" | 4:37    |  |
| 14. | "D.B. Blues"     | 3:23    |  |

## Formação
- Blackie Lawless - vocal principal e baixo
- Chris Holmes - guitarra solo
- Steve Riley - bateria e vocais
- Johnny Rod -  guitarra base e vocais

## Posições nas paradas musicais
| Parada musical (1986)              | Melhor posição |
| ---------------------------------- | -------------- |
| Canadá - Canada RPM Top 100 Albums | 84             |
| Estados Unidos - Billboard 200     | 60             |
| Noruega - VG-lista                 | 17             |
| Reino Unido - UK Albums Chart      | 53             |
| Suécia - Sverigetopplistan         | 35             |